# Tyler Ennis (hokeista)
Tyler Ennis (ur. 6 października 1989 w Edmonton, Alberta) – kanadyjski hokeista, reprezentant Kanady.

## Kariera
- Knights of Columbus Pats (2004-2005)
- Medicine Hat Tigers (2005-2009)
- Buffalo Sabres (2009-2017)
  -  Portland Pirates (2009-2010)
  -  SCL Tigers (2012)
- Minnesota Wild (2017-2018)
- Toronto Maple Leafs (2018-2019)
- Ottawa Senators (2019-2020)
- Edmonton Oilers (2020-2021)
- Ottawa Senators (2021-2022)
- SC Bern (2022-)

Wychowanek Knights of Columbus Pats. Przez cztery sezony występował w kanadyjskiej lidze juniorskiej WHL w ramach CHL w barwach Medicine Hat Tigers. Większą część kolejnego sezonu spędził w AHL w Portland Pirates, jednak 14 listopada 2009 zadebiutował w NHL w zespole Buffalo Sabres. Występuje tam do dziś, z przerwą na pobyt w szwajcarskim SCL Tigers. Od czerwca 2017 był zawodnikiem Minnesota Wild. Rok później, w połowie 2018 jego kontrakt został wykupiony przez ten klub, po czym Ennis został wolnym zawodnikiem. W lipcu 2018 przeszedł do Toronto Maple Leafs. W lipcu 2019 został graczem. W lutym 2020 przeszedł do Edmonton Oilers. W październiku 2021 związał się rocznym kontraktem z Ottawa Senators, w barwach którego w kwietniu 2022 doznał kontuzji. Pod koniec października 2022 został zaangażowany przez szwajcarski klub SC Bern.
Został reprezentantem Kanady. Występował w kadrze juniorskiej kraju na mistrzostwach świata do lat 20 w 2009 i zdobył złoty medal. Uczestniczył w turnieju mistrzostw świata w 2015, również zdobywając medal.

## Sukcesy

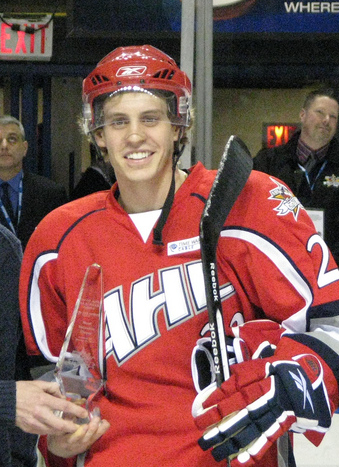
Tyler Ennis podczas meczu gwiazd AHL (2010)

Reprezentacyjne
- Złoty medal mistrzostw świata juniorów do lat 20: 2009
- Złoty medal mistrzostw świata: 2015

Klubowe
- President's Cup - mistrzostwo WHL: 2007

Indywidualne
- WHL i CHL 2007/2008:
  - Uczestnik CHL Top Prospects Game
  - Pierwszy skład gwiazd WHL
  - Brad Hornung Trophy - nagroda dla najbardziej uczciwego sportowca WHL
- WHL i CHL 2008/2009:
  - Pierwszy skład gwiazd WHL
  - Brad Hornung Trophy - nagroda dla najbardziej uczciwego sportowca WHL
- AHL 2009/2010:
  - Uczestnik AHL All-Star game i MVP spotkania
  - Uczestnik AHL All-Rookie Team
  - Zdobywca Dudley „Red” Garrett Memorial Award - nagroda dla najlepszego debiutanta w sezonie
- NHL (2010/2011):
  - Uczestnik SuperSkills Competition w NHL All-Star Game